# Парламентские выборы в Словакии (2010)
Парламентские выборы в Словакии 2010 года прошли 12 июня. По пропорциональной избирательной системе было избрано 150 депутатов Народной Рады — однопалатного парламента Словакии. В выборах приняли участие 18 партий. Явка составила 58,83%.
Согласно предвыборным опросам, пятипроцентный барьер имели возможность пройти сразу 8 партий, однако три из них могли рассчитывать на количество голосов, немногим более барьера. По результатам этих же опросов, правящая левоцентристская партия Курс — социальная демократия по итогам выборов могла повторно рассчитывать на самую крупную фракцию в новом парламенте.

## Данные предвыборных опросов
| Партия | Партия                                                                 | Январь 2010 | Февраль 2010 | Март 2010 | Апрель 2010 | Май 2010 | Июнь 2010 |
| ------ | ---------------------------------------------------------------------- | ----------- | ------------ | --------- | ----------- | -------- | --------- |
|        | Курс — социальная демократия                                           | 41,4 %      | 38,6 %       | 38,4 %    | 36,8 %      | 35,3 %   | 29,5 %    |
|        | Словацкий демократический и христианский союз — Демократическая партия | 15,2 %      | 11,3 %       | 14,3 %    | 13,6 %      | 14,0 %   | 12,1 %    |
|        | Свобода и солидарность                                                 | 5,1 %       | 9,6 %        | 8,6 %     | 11,5 %      | 13,3 %   | 12,4 %    |
|        | Словацкая национальная партия                                          | 6,2 %       | 6,2 %        | 6,3 %     | 8,6 %       | 6,1 %    | 7,7 %     |
|        | Христианско-демократическое движение                                   | 9,0 %       | 9,6 %        | 9,7 %     | 8,6 %       | 8,3 %    | 9,2 %     |
|        | Народная партия — Движение за демократическую Словакию                 | 6,5 %       | 5,8 %        | 5,4 %     | 5,4 %       | 5,1 %    | 5,0 %     |
|        | «Мост»                                                                 | 5,2 %       | 5,6 %        | 6,9 %     | 5,1 %       | 5,6 %    | 6,5 %     |
|        | Партия венгерской коалиции                                             | 5,6 %       | 5,1 %        | 5,2 %     | 5,1 %       | 5,9 %    | 5,2 %     |

## Результаты
По предварительным данным, барьер преодолели шесть партий: «Курс — социальная демократия», «Словацкий демократический и христианский союз — Демократическая партия», «Свобода и солидарность», «Христианско-демократическое движение», «Мост» и «Словацкая национальная партия».
На территории абсолютного большинства районов (кроме Братиславы и нескольких южных регионов) большинство голосов получила партия Курс — социальная демократия.

### Окончательные результаты
| Партия | Партия                                                                 | Голосов          | Мест | Δ с 2006 |
| ------ | ---------------------------------------------------------------------- | ---------------- | ---- | -------- |
|        | Курс — социальная демократия                                           | 880 111 (34,79%) | 62   | ▲ 12     |
|        | Словацкий демократический и христианский союз — Демократическая партия | 390 042 (15,42%) | 28   | ▼ 3      |
|        | Свобода и солидарность                                                 | 307 287 (12,14%) | 22   | ▲ 22     |
|        | Христианско-демократическое движение                                   | 215 755 (8,52%)  | 15   | ▲ 1      |
|        | «Мост»                                                                 | 205 538 (8,12%)  | 14   | ▲ 14     |
|        | Словацкая национальная партия                                          | 128 490 (5,07%)  | 9    | ▼ 11     |
|        | Партия венгерской коалиции                                             | 109 639 (4,33%)  | 0    | ▼ 20     |
|        | Народная партия — Движение за демократическую Словакию                 | 109 480 (4,32%)  | 0    | ▼ 15     |
|        | Демократическая левая партия                                           | 61 137 (2,41%)   | 0    | ▬        |

## Последствия
Несмотря на большинство, которым располагают правоцентристские партии (79 из 150), президент Словакии Иван Гашпарович дал возможность действующему левоцентристскому премьер-министру Роберту Фицо попытаться сформировать коалицию. 7 июля 2010 года Фицо, не сумев сформировать новое правительство, подал в отставку. Новым премьер-министром стала Ивета Радичова.